# Marcel Corbillon
Marcel Corbillon (* um 1890 in Amiens; † 2. April 1958) war ein französischer Tischtennisfunktionär.

## Funktionär
Corbillon war von 1933 bis 1935 sowie von April 1942 bis November 1942 Präsident des Französischen Tischtennisverbandes FFTT (French Table Tennis Association). Bis 1957 war er Vizepräsident des Weltverbandes ITTF.

## Corbillon Cup
International bekannt wurde Corbillon, als er bei der Tischtennisweltmeisterschaft 1934, die bereits im Dezember 1933 ausgetragen wurde, den nach ihm benannten Corbillon Cup stiftete. Dies ist ein Wanderpokal für den Weltmeister im Mannschaftswettbewerb der Damen.
Dieser Pokal wurde bei der WM 1939 von den deutschen Damen gewonnen. Im Zweiten Weltkrieg ging der Pokal verloren. 1951 bezahlte der Deutsche Tischtennis-Bund DTTB 120.000 französische Franc an den Weltverband ITTF, damit dieser einen neuen Pokal beschaffen konnte.

## Corbillon-Cup-System
In Wettkämpfen zwischen Zweiermannschaften wird oft nach dem Corbillon-Cup-System gespielt. Dabei werden zunächst zwei Einzelspiele, danach ein Doppel und dann wieder zwei Einzel ausgetragen, wobei in der Regel der Wettkampf beendet ist, sobald eine Mannschaft drei Spiele gewonnen hat.